# Delphine Horvilleur
Delphine Horvilleur,  8 de noviembre de 1974 en Nancy, es una rabina francesa del Movimiento judío liberal de Francia (MJLF). Es considerada la voz más escuchada en el judaísmo liberal en Francia. Periodista de formación, desde 2009 dirige la revista Tenou'a. Revue de pensée(s) juive(s). Es activista feminista y defiende una lectura abierta de los textos religiosos y la paridad del acceso al culto.

## Biografía
Nació en Nancy y creció en Epernay. Su padre es médico y su madre profesora de economía. Sus abuelos paternos son originarios de Alsacia-Lorraine y los maternos de los Cárpatos, supervivientes de campos de concentración donde perdieron cónyuges e hijos, emigrando a Francia. Uno de sus primeros maestros de judaísmo fue Haïm Korsia, quien era rabino de Reims cuando era pequeña.
Delphine Horvilleur inicia estudios de medicina en la Universidad hebrea de Jerusalén, sin terminarlos, periodo en el cual también trabaja como modelo. En Jerusalén, explica en una entrevista, estaba relacionada con el movimiento de izquierdas y quedó especialmente impactada por el asesinato de Isaac Rabin. Estudió hebreo y árabe.
Regresó a París donde estudió periodismo en el CELSA.  Fue becaria del periódico Liberation antes de regresar a Israel en el año 2000 para trabajar en la corresponsalía de France 2 dirigida por Charles Enderlin donde permanecerá tres años. Es también el momento del inicio de la segunda intifada. En 2003 se traslada a Nueva York para estudiar el Talmud porque en Francia no se admiten mujeres en este tipo de formación. Colabora en este periodo de formación de 5 años con la Radio de la Comunidad Judía (RCJ) (2003-2008), como corresponsal en Nueva York.
Se incorpora al seminario rabínico del movimiento de reforma Hebrew Union College en Nueva York. En mayo de 2008, a los 33 años, recibe su ordenación rabínica (semikha) y es rabina del Movimiento judío liberal de Francia en el Centro de Beaugrenelle en París.
En sus inicios, ofició junto a los rabinos Daniel Farhi, Stephen Berkovitz y Celia Surget. En la actualidad trabaja con el rabino Yann Boissière y la rabina Floriane Chinsky.

## Actividades comunitarias
En 2003, Delphine Horvilleur funda un círculo de estudio judío interactivo, el Café bíblico. Se incorpora al Movimiento judío liberal de Francia en diciembre de 2008. Con Célia Surget, organiza los oficios de Shabbat Alef (oficio para los jóvenes niños bajo forma de cuento musical) y de Shabbat Zimra (oficio musical que mezcla melodías tradicionales y creaciones contemporáneas).
Con Yann Boissière, produce una serie de vídeos pedagógicos sobre el judaísmo, titulados PSSSHAT.
Es miembro fundadora de KeReM, el consejo de rabinos liberales francófonos.

## Responsabilidades editoriales
En 2009 asumió la jefatura de redacción de la revista trimestral de arte, de pensamiento y de creatividad judía Tenou'a, una revista publicada por la asociación Tenou'a fundada en 1981 por el rabino Daniel Farhi, inicialmente dependiente del MJLF.  Horvilleur ha renovado la revista dándole un nuevo impulso y convirtiéndola en la revista de referencia del pensamiento judío en Francia, capaz de generar el diálogo entre diversas sensibilidades religiosas en torno a problemáticas de sociedad (feminismo, medio ambiente, sexualidad, política migratoria, etc.).

## Funciones institucionales
Por decreto presidencial del 27 de abril de 2012 Delphine Horvilleur es la primera rabina nombrada para formar parte del Consejo nacional del sida.

## Intervenciones mediáticas y posicionamientos

### En los medios de comunicación
Delphine Horvilleur interviene en la emisión La Fuente de vida de Josy Eisenberg en France 2. Participa en Akadem, campus numérico judío en línea. Publica en Le Monde, Le Figaro y Elle. De 2012 a 2014, publicó crónicas Le Monde des religions.
En marzo de 2014, fue destacada por la revista L'Express como una de las representantes de la juventud intelectual francesa que constituyen   « el relevo ».
Se ha rodado el documental sobre su historia: Delphine Horvilleur, Madame le Rabbin (Elisabeth Lenchener- 2015).

### Posicionamientos
Reivindica la paridad en el rabinato, la igualdad de hombres y mujeres en la religión. Se posiciona como feminista. Está a favor de la contracepción y de que las mujeres decidan sobre su cuerpo y sobre el momento de su maternidad.

#### Sobre el velo
- El velo islámico no es el único que implica que el cuerpo descubierto de mujeres contaminaría a los hombres. En todas las religiones, los fundamentalistas toman posesión de la modestia, especialmente de las mujeres, en un intento por contenerlas y restringirlas en las fronteras de sus cuerpos, como si sus funciones fisiológicas las definieran por completo y tuvieran que ser controladas. Envuelto por la ley.[19]

#### Sobre el fundamentalismo
- « El integrismo religioso es esta patología de la mirada que lo convierte en incandescente. El oscurantismo remite precisamente al estudio en negro, es decir sin diálogo con los asuntos del mundo, y en el desprecio de los que plantan y que cuestionan. Es un abandono del mundo prendiéndole fuego imaginándose paradójicamente salvarlo. »[20]
- « Tal es el propio del discurso fundamentalista que encierra o mutile sus iguales en nombre de sus padres. Es decir que busca restringir la experiencia humana a su visión del mundo, en nombre de un pasado a menudo fantasma o de una práctica re-inventada como atemporal. Un tal proyecto religioso es « faraónico » en el sentido bíblico del término, desde el momento que intenta por la fuerza construir mausoleos-pirámides para encerrar los despojos de una divinidad mortífera. »[21]

#### Sobre los peligros de la interpretación literal
« Cuando algunas personas todavía hoy en día citan el escrito indiscutible, es útil recordar que un texto es sagrado si se acepta que su mensaje no es encerrado por su sentido primero y si se se rechaza instrumentalizarlo. »

#### Sobre la sociedad de la información
« Como la información está disponible y tenemos posibilidades de obtenerla, tenemos la tendencia a no plantearnos la cuestión de su eventual toxicidad porque no le dedicamos tiempo a ello. »

#### Sobre la polémica suscitada por las decisiones relacionadas con el Muro
En julio de 2017, la revista Tenou'a que dirige, publicó un suplemento titulado « El Kotel pertenece a todos los Judíos ». Delphine Horvilleur condenó la decisión del Primer ministro israelí de echarse atrás en su compromiso de crear un espacio de rezo igualitario y mixto en el Muro de las Lamentaciones.

## Distinción
Delphine Horvilleur recibó los distintivos de caballero de la Orden nacional del Mérito de las manos de Najat Vallaud-Belkacem el 13 de julio de 2016

## Vida privada
Está casada con Ariel Weil, desde 2017 alcalde del 4.º arrondissement de París. Tienen tres hijos.

## Publicaciones
- (en) The Rabbinic Art of Word-breaking Hebrew Union College-Jewish Institute of Religion, Brookdale Center, 2008.
- (en) Lifting the Curtain - The theatrical Kol Nidre (enlace roto disponible en Internet Archive; véase el historial, la primera versión y la última)., artículo de Delphine Horvilleur en la publicación colectiva All these Vows editado por el rabbin Lawr Hoffman (en), 2011, Jewish Lights Publishing.[25]
- (fr) En tenue d’Ève : féminin, pudeur et judaïsme, Grasset, 2013[26]
- Comment les rabbins font les enfants. Grasset. 2015. ISBN 9782246857419.
- Avec Rachid Benzine (2017). Des mille et une façons d’être juif ou musulman. Seuil.
- Réflexions sur la question antisémite. Grasset. 2019. ISBN 9782246815525.[27]
- Vivir con nuestros muertos. Libros del Asteroide. 2022. Traducción de Regina Lopez Muñoz.